# Garagouz
Pour plus de détails, voir Fiche technique et Distribution.
Garagouz est un court-métrage algérien, écrit et réalisé par Abdenour Zahzah, sorti en 2010.
Il a remporté le Grand prix au festival du court-métrage de Vaulx-en-Velin.

## Fiche technique
- Titre original : Garagouz
- Autre titre : Les marionnettistes[3]
- Réalisation : Abdenour Zahzah
- Scénario : Abdenour Zahzah
- Décors : Djamel Zran
- Photographie : Sofian El Fani
- Montage : Franssou Prenant
- Musique : Toti Basso
- Production : Yacine Laloui
- Société de production : Laith Media
- Société de distribution :
- Pays d'origine : Algérie
- Langue originale : Arabe
- Format : Couleur. 2. 35 : 1 Dolby Digital (5 channel Dolby Stereo)
- Durée : 24 minutes[4]
- Date de sortie : 2010

## Distribution
- Farouk Irki : Nabil
- Mahmed Irki : Mokhtar
- Tahar Benayachi : Le barbu
- Youcef Abbas : le gendarme